# Gymnadenia heufleri
Gymnadenia heufleri är en orkidéart som först beskrevs av Anton Joseph Kerner och som fick sitt nu gällande namn av Richard von Wettstein.
Gymnadenia heufleri ingår i släktet brudsporrar och familjen orkidéer. Inga underarter finns listade i Catalogue of Life.

## Bildgalleri

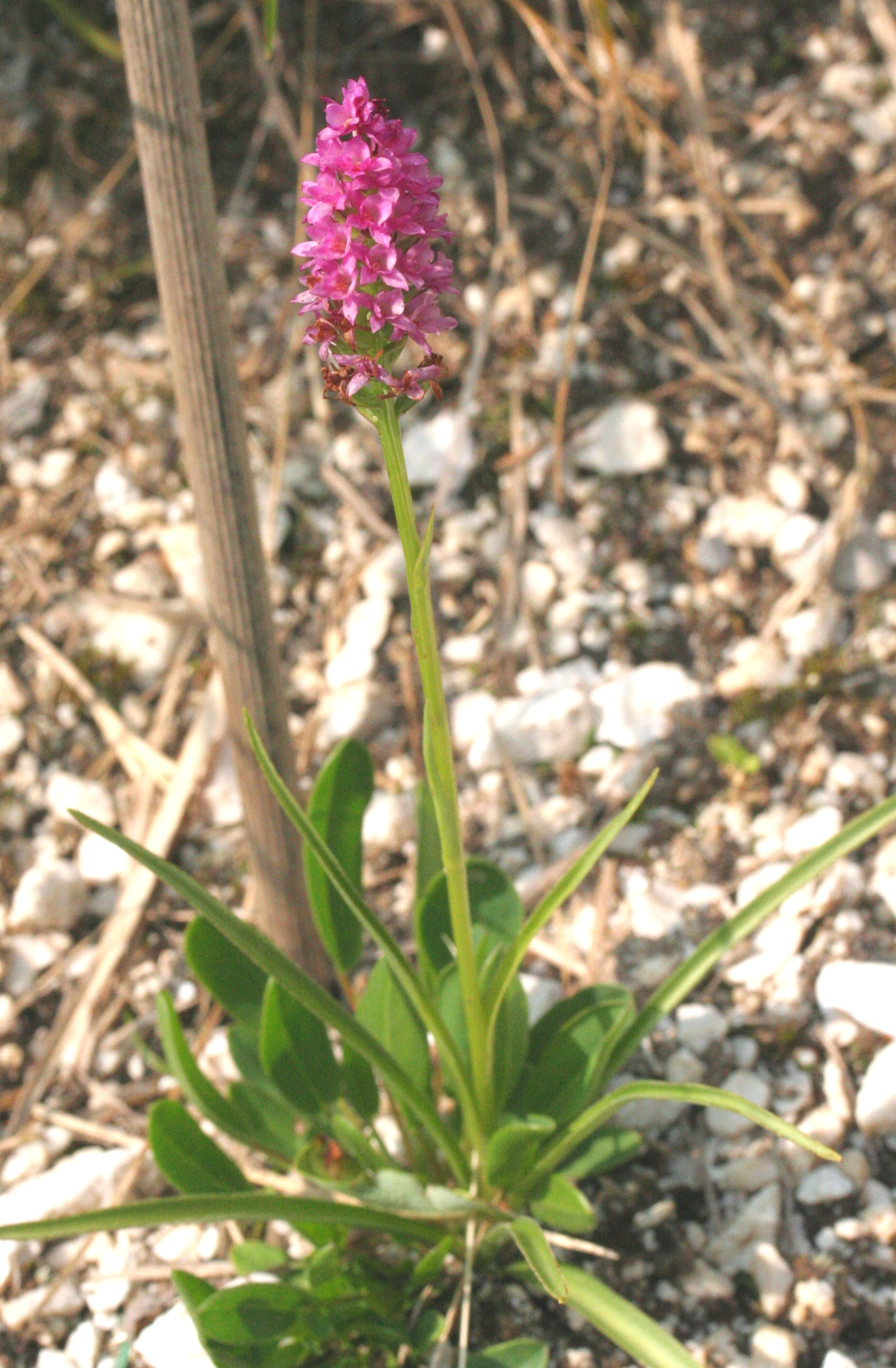
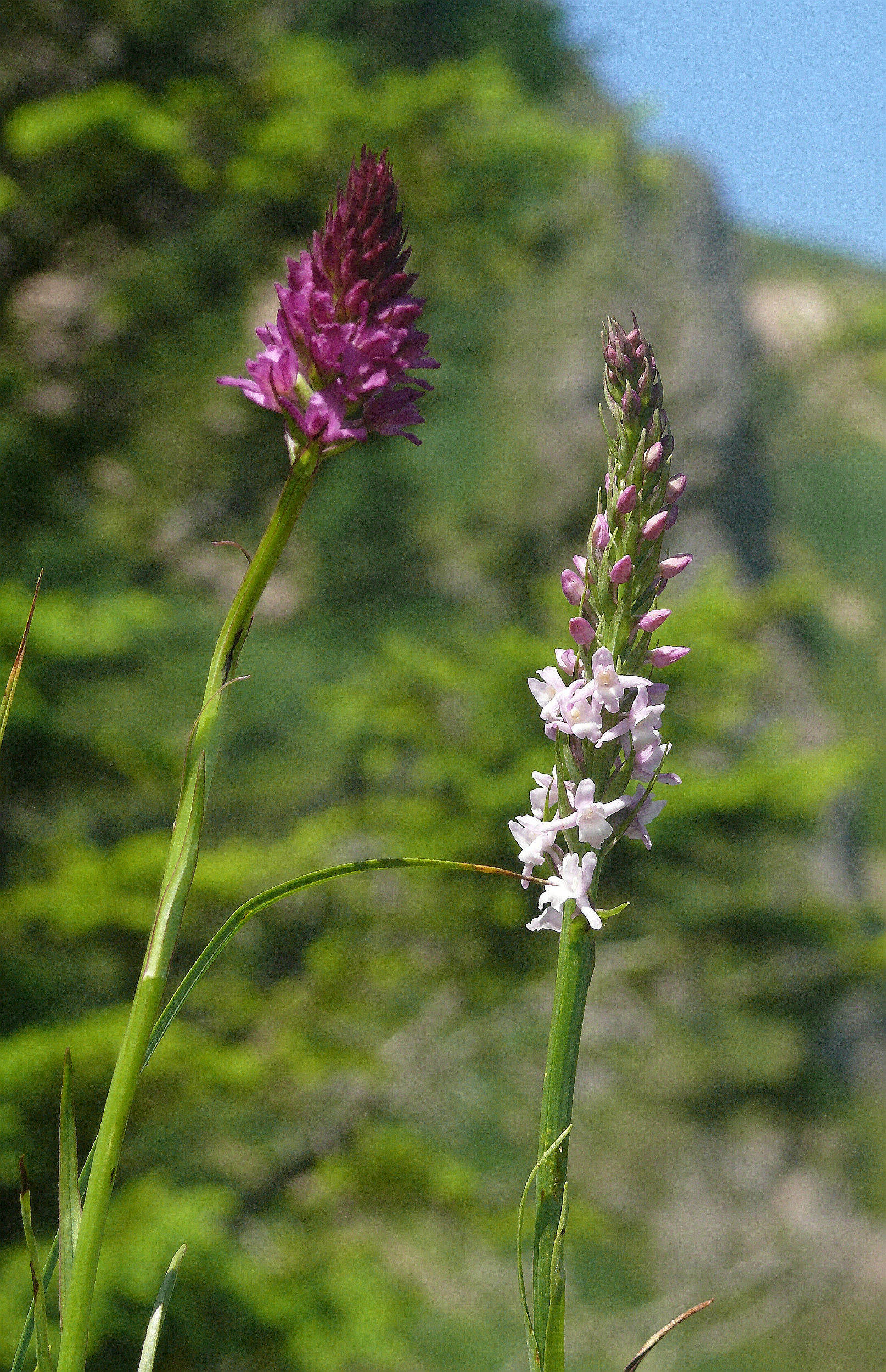
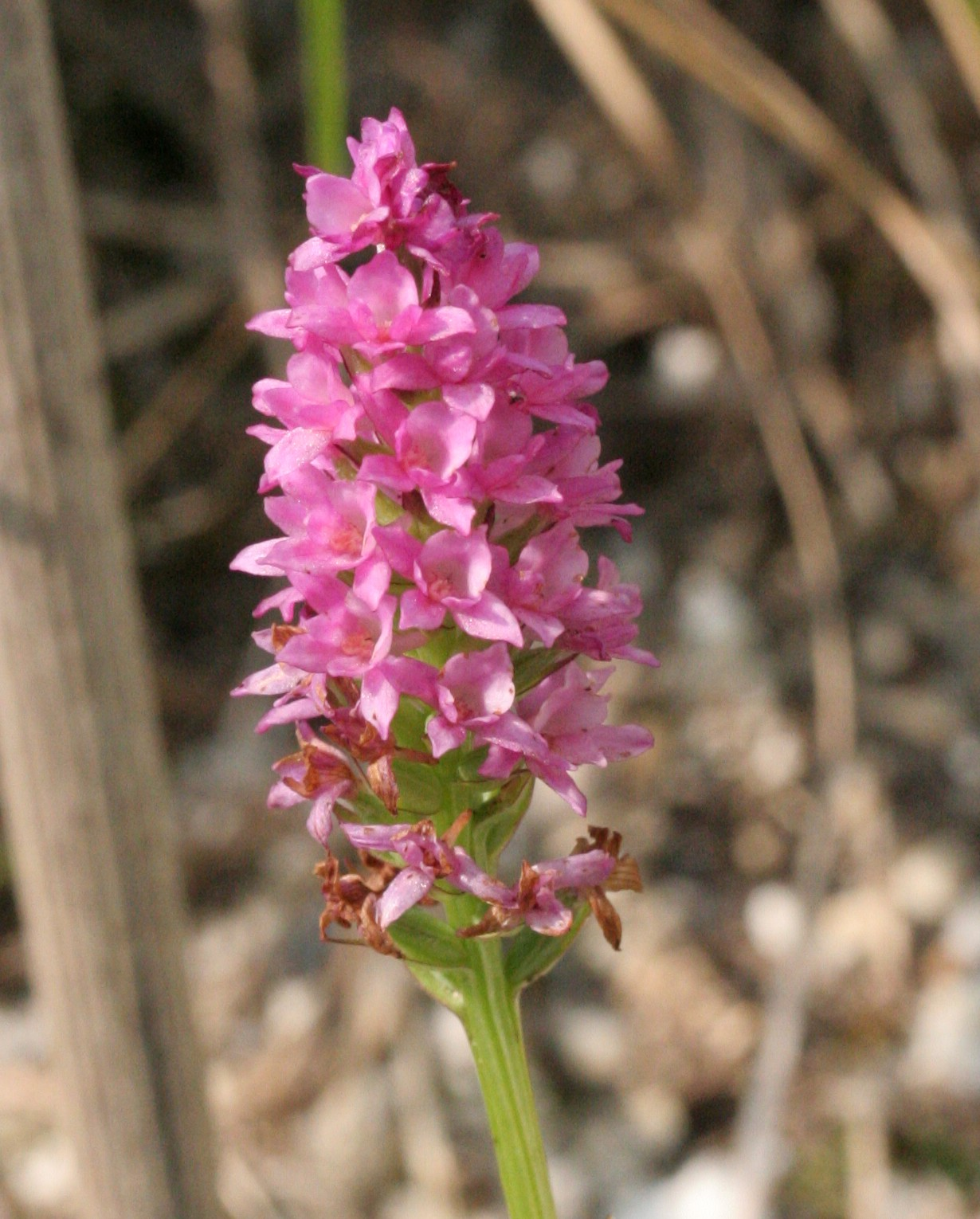
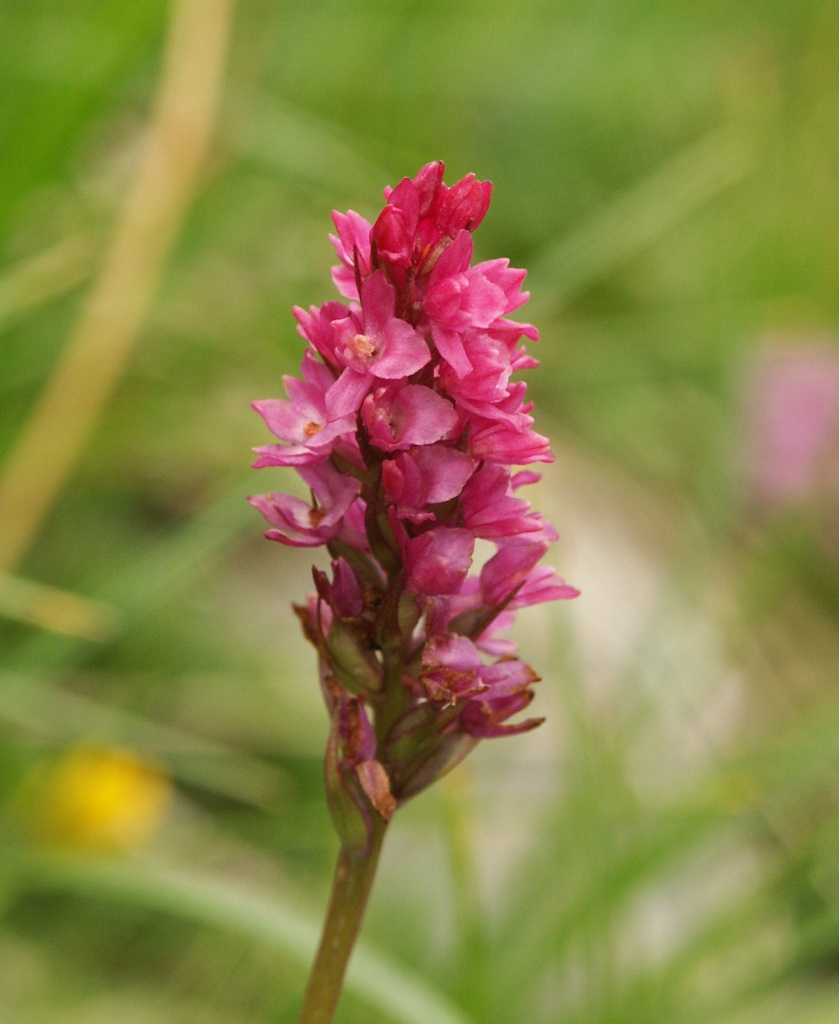
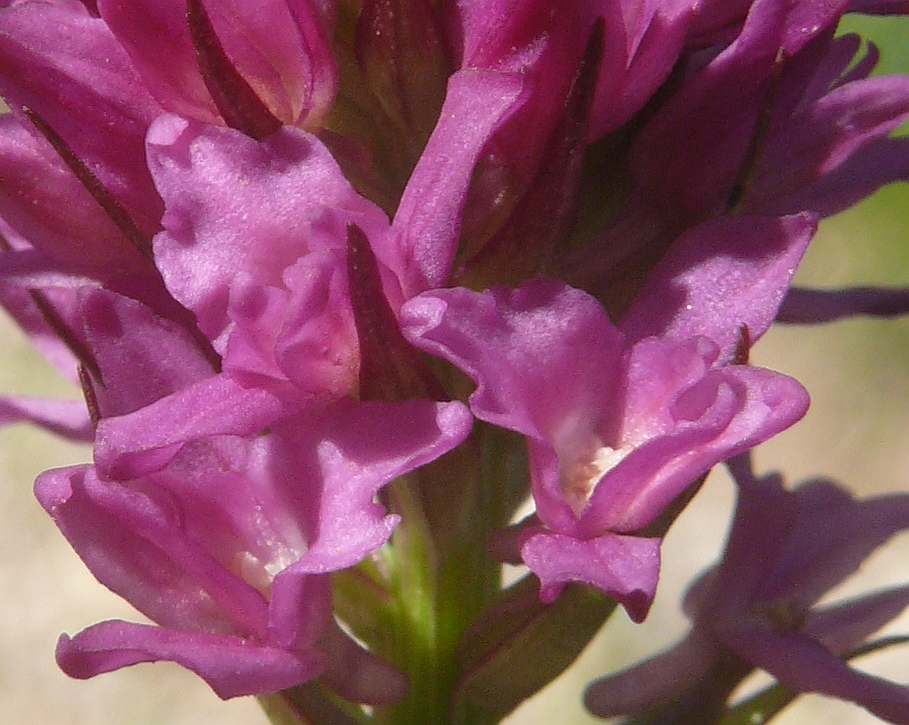
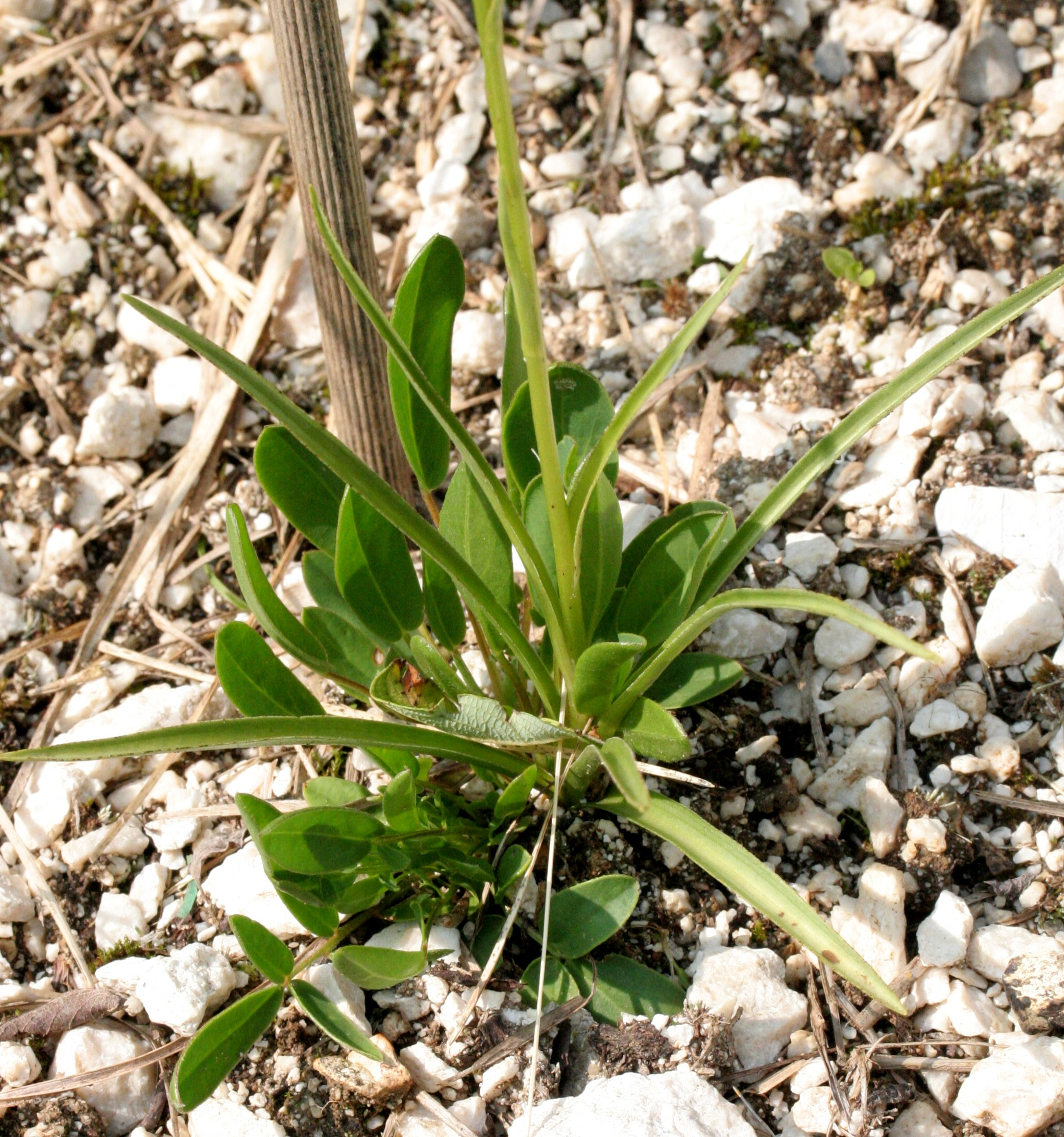